# Curica (banda)
A Sociedade Musical Curica (Banda Curica) foi fundada 1848, é a mais antiga banda da América Latina em atividade. Até hoje a banda mantém ensaios periódicos e realizam apresentações em eventos públicos e particulares. Ganharam destaque depois da visita do imperador Dom Pedro II, em 6 de Dezembro do ano de 1859.

## História
A banda, na época sem nome, foi fundada por José Conrado de Souza Nunes, que tinha como finalidade ajudar nas festas da Paróquia da cidade e em músicas marciais. O nome veio depois, quando uma moradora que escutava a banda, a Dona Íria, escutou um som parecido ao de uma curica (Gypopsitta caica), e o nome se popularizou desde este acontecimento. Participou a banda em diversos acontecimentos da história de Pernambuco, como participante do Partido Conservador, e em festas como a proclamação da República do Brasil, ou passeatas como a antinazista de 1942. Recebeu no ano de 1944 a visita do músico germano-uruguaio Curt Lange que obteve uma relação das músicas da banda que eram tocadas no século XIX. A banda teve em sua história diversos presidentes, entre eles José Carlos Cavalcanti Borges, e entre os seus antigos sócios se encontram Getúlio Vargas e Flores da Cunha.